# Рассветский сельсовет (Астраханская область)
Рассве́тский сельсове́т — сельское поселение в Наримановском районе Астраханской области Российской Федерации.
Административный центр — село Рассвет.

## История
6 августа 2004 года в соответствии с Законом Астраханской области № 43/2004-ОЗ установлены границы муниципального образования, сельсовет наделен статусом сельского поселения.
В 2015 году образован посёлок Наримановский в составе Рассветского сельсовета.

## Население
| 2010  | 2012  | 2013  | 2014  | 2015  | 2016  | 2017  |
| ----- | ----- | ----- | ----- | ----- | ----- | ----- |
| 1809  | ↗1841 | ↗1850 | ↗1868 | ↗1914 | ↗1974 | ↗2029 |
| 2018  | 2019  | 2020  | 2021  |       |       |       |
| ↗2050 | ↗2087 | ↘2069 | ↗2384 |       |       |       |

## Состав сельского поселения
| № | Населённый пункт | Тип населённого пункта       | Население    |
| - | ---------------- | ---------------------------- | ------------ |
| 1 | Наримановский    | посёлок                      |              |
| 2 | Остров Долгий    | посёлок                      | →18 (2014)   |
| 3 | Рассвет          | село, административный центр | ↗1396 (2014) |
| 4 | Тинаки 2-е       | посёлок                      | ↘454 (2014)  |